# Dichtheidsfunctionaaltheorie

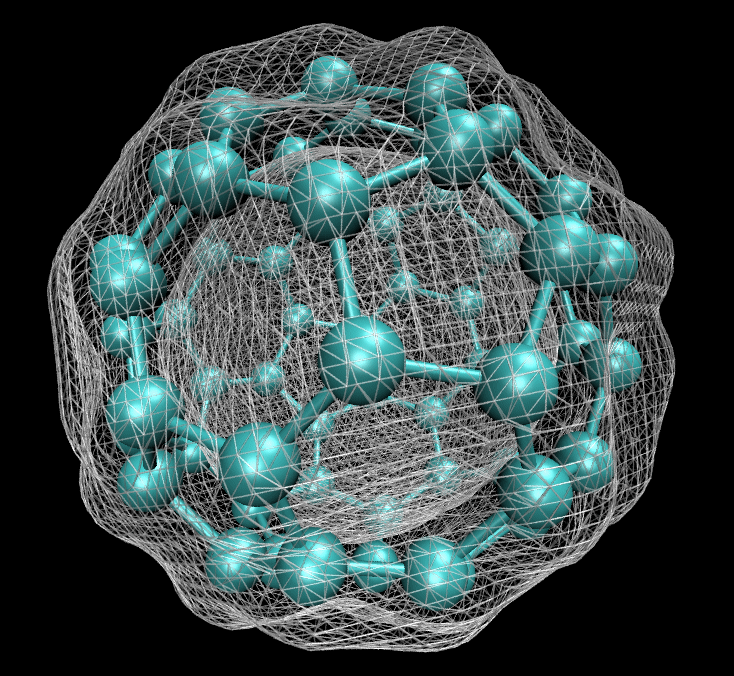
C60 berekend met DFT

Dichtheidsfunctionaaltheorie (soms ook densiteitsfunctionaaltheorie, Engels: Density Functional Theory, DFT) is een kwantummechanische methode die wordt toegepast in de natuur- en scheikunde. De theorie wordt gebruikt bij het onderzoek naar de elektronenstructuur van grotere moleculen. Ook zijn er toepassingen voor het bestuderen van vaste stoffen en vloeistoffen. Voor de ontwikkeling van de dichtheidsfunctionaaltheorie verkreeg Walter Kohn in 1998 de Nobelprijs voor de Scheikunde.

## Beschrijving van de theorie
Klassieke methoden voor het berekenen van de elektronenverdeling in moleculen, met name de Hartree-Fock-methode en latere varianten ervan, zijn gebaseerd op ingewikkelde veel-elektron golffuncties. Het voornaamste doel van DFT is het vervangen van deze complexe golffuncties door de elektronendichtheid als basisgrootheid. Voor de golffuncties van N deeltjes zijn 3N variabelen nodig, drie ruimtecoördinaten voor elk van de deeltjes. De elektronendichtheid kan beschreven worden met drie variabelen en is daarmee een stuk simpeler te hanteren, zowel conceptueel als praktisch.
DFT is voor het eerst geformuleerd op basis van het model van Thomas-Fermi. Met de stellingen van Hohenberg-Kohn (HK) werd er een gedegen theoretische basis onder gelegd. Het eerste van deze theorema's legt de basis onder de een-op-eenrelatie tussen de elektronenverdeling in de grondtoestand en de grondtoestand van de golffunctie van het veeldeeltjessysteem. Het tweede theorema geeft aan dat de elektronenverdeling in de grondtoestand een energieminimum is voor de elektronische energie in het systeem. De eerste formulering van HK gold alleen voor de grondtoestand in afwezigheid van een magnetisch veld, maar later is de geldigheid algemener gemaakt.
HK stelt alleen dát een relatie bestaat, maar leidt niet tot concrete relaties. In de relaties worden aannames gemaakt en benaderingen uitgevoerd. Het blijkt dan ook mogelijk de theorema's uit te breiden tot het tijddomein, (TDDFT) waarmee ook aangeslagen toestanden beschreven kunnen worden.
De meest toegepaste vorm van DFT is via de methode van Kohn-Sham. Bij deze methode wordt het onoplosbare probleem van veel elektronen in interactie met elkaar en in een extern statisch potentiaalveld gereduceerd tot een aantal elektronen die geen interactie hebben met elkaar en die bewegen in een effectief potentiaalveld. In het effectieve potentiaalveld zijn de effecten van het externe veld én de Coulombinteracties tussen de elektronen verwerkt. De onderlinge interacties tussen elektronen zijn voor een deel afhankelijk van het materiaal waarin de elektronen voorkomen. In het vinden van een goede beschrijving van deze effecten (direct en de materiaalcomponent) ligt een van de grootste uitdagingen (of moeilijkheden) van KS DFT.
De eenvoudigste benadering is gebaseerd op het model van Thomas-Fermi, de LDA (Local Density Approximation). De beschrijving van de interactie tussen een elektronengas en zijn omgeving levert de gegevens ervoor.
DFT is sinds de jaren zeventig populair voor berekeningen in de vastestoffysica. DFT, in combinatie met LDA, geeft in veel gevallen resultaten die goed overeenkomen met de experimenteel gemeten waarden. Dit is zeker waar als de benodigde rekentijd in aanmerking wordt genomen. In de kwantumchemie werd deze nauwkeurigheid pas in de jaren negentig gehaald. Tegenwoordig (begin 21e eeuw) geldt DFT als dé rekenmethode in beide takken van wetenschap. Ondanks deze verbeteringen zijn er nog steeds problemen bij het gebruik van DFT in het correct beschrijven van intermoleculaire interacties en dispersie. Gedacht moet dan worden aan bijvoorbeeld de vanderwaalskracht of de band gap in halfgeleiders. De problemen van DFT (als enige methode) met dispersie wreken zich vooral bij de beschrijving van systemen waar deze vorm van interactie domineert, zoals bij sommige edelgassen en in de beschrijving van biomoleculen. De ontwikkeling van nieuwe DFT-methoden door de functies aan te passen of extra termen mee te nemen is momenteel een onderwerp van studie.

## Het model van Thomas-Fermi
De voorganger van DFT was het model van Thomas-Fermi, ontwikkeld door Thomas en Fermi in 1927. Zij berekenden de energie van een atoom door de kinetische energie als een functie van de elektronendichtheid te behandelen, gecombineerd met de klassieke beschrijving van de kern-elektron en de elektron-elektroninteractie.
Het was een eerste idee, hoewel de nauwkeurigheid nog niet groot was door het ontbreken van de "exchange energy" van een atoom, zoals deze door de theorie van Hartree-Fock beschreven werd. Dirac voegde deze term in 1928 toe aan DFT.
De resultaten van de theorie van Thomas-Fermi-Dirac  waren nog steeds niet echt goed. Dit was aan verschillende zaken te wijten:
- de grootste foutenbron lag in de weergave van de kinetische energie.
- de fouten in de "exchange-energie" waren kleiner maar droegen het hunne bij.
- het compleet achterwege laten van de elektroncorrelatie vormde de laatste bron van grote onnauwkeurigheid.